# 箱ひげ図

アヤメ類の花弁の長さの分布を種ごとに表す箱ひげ図（Iris flower data set）

箱ひげ図（はこひげず、箱髭図、英: box plot、box-and-whisker plot）は、データの統計的ばらつきをわかりやすく表現するための統計図である。主に多くの水準からなる分布を視覚的に要約し、比較するために用いる。ジョン・テューキーが1970年代に提唱した。様々な分野で利用されるが、特に品質管理で盛んに用いられる。箱（box）と、その両側に出たひげ（whisker）で表現されることからこの名がある。

## 定義
箱ひげ図は五数要約（five-number summary）と呼ばれる（頑健な）要約統計量
- Q0/4: 最小値（minimum）
- Q1/4: 第1四分位点（lower quartile）
- Q2/4: 中央値（第2四分位点、median）
- Q3/4: 第3四分位点（upper quartile）
- Q4/4: 最大値（maximum）

を表すグラフである。第1四分位点から第3四分位点までの高さに箱を描き、中央値で仕切りを描く。ただし、ひげや外れ値、箱の幅・形などの扱いにはいくつか変種がある。簡明なのは最大値と最小値をひげの端で表したものである。外れ値も扱うときには閉区間
{\displaystyle [Q_{1/4}-1.5\,\mathrm {IQR} ,\,Q_{3/4}+1.5\,\mathrm {IQR} ]\qquad (\mathrm {IQR} =Q_{3/4}-Q_{1/4})}
の外にあるものを（もしあれば）外れ値として個別に表示し、外れ値を除いたものの最大値・最小値にそれぞれひげの端をとる。母集団は実際には様々なタイプの確率分布に従うわけだが、箱ひげ図はそのような仮定に関係なく、データの分布を表現することができる。箱の各部分の間隔から分散や歪度の程度を知ることもできる。

## 例
以下に箱ひげ図の具体例を挙げる:

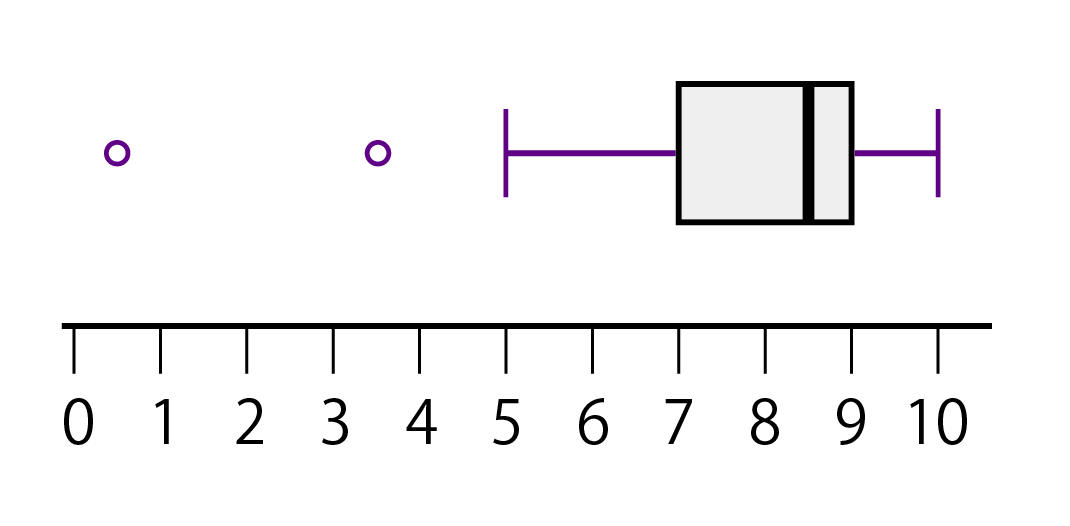
箱ひげ図の具体例

このデータセット（値は図から読み取れる概略値とする）から、次のことが分かる。
- 最小値 = 0.5
- 第1四分位点 = 7
- 中央値（第2四分位点） 8.5
- 第3四分位点 = 9
- 最大値 = 10
- 四分位範囲（IQR） = 2
- 3.5という値は"軽度の"外れ値、つまりQ1/4よりも 1.5×IQR から 3×IQR だけ下にある
- 0.5という値は"極端な"外れ値、つまりQ1/4よりも 3×IQR 以上下にある
- 外れ値以外の最小値は5
- データは左に歪んでいる（負の歪度）

"軽度"および"極端"外れ値の境は、箱の長さの2倍の点である。なお、この図からデータの平均値は読み取れない。

## 変種
いろいろな統計パッケージで使われている箱ひげ図の中には、違う方式（例えば5%点と95%点をひげの端にする）を採用したものもある。このような方式は、中央値を中心とする分布を強調するテューキーの方式と異なり、またデータサイズが10を越えただけで（分布の形によらず）外れ値を出してしまう傾向がある。